# Протопопов Сергій Володимирович
Протопопов Сергій Володимирович (* 2 квітня 1893, Москва — † 14 грудня 1954, там же] — радянський музикознавець, композитор, диригент і педагог. Учився в МГУ (медичний факультет); закінчив Київську консерваторію по класу композиції в Б. Л. Яворського (1921). Працював у київському Вищому музично-драматичному інституті ім. М. В. Лисенка і в оперній студії Великого театру як хоровий диригент; викладав у середніх навчальних закладах, в 1938-43 — у Московській консерваторії (з 1941 доцент).
Як музикознавець продовжив започаткованою Б. Яворським теорію ладового ритму («Элементы строения музыкальной речи», ч. 1–2, М., 1930), автор спогадів про Леонтовича (зб., 1947). Автор трьох фортепіанних сонат, ряду камерних творів.